# إنارة السيارة

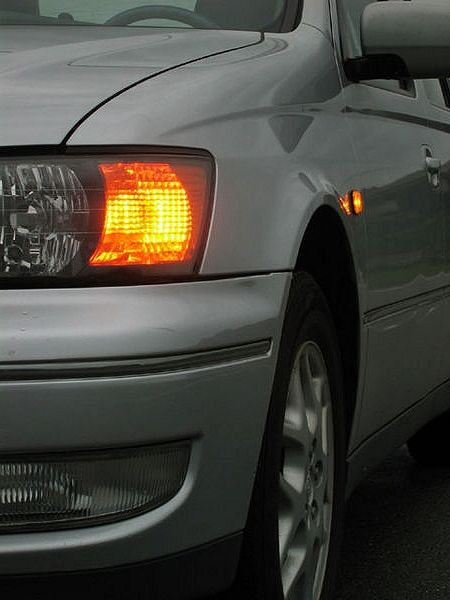
اضاءة التردد البرتقالية للإلتفات بالسيارة

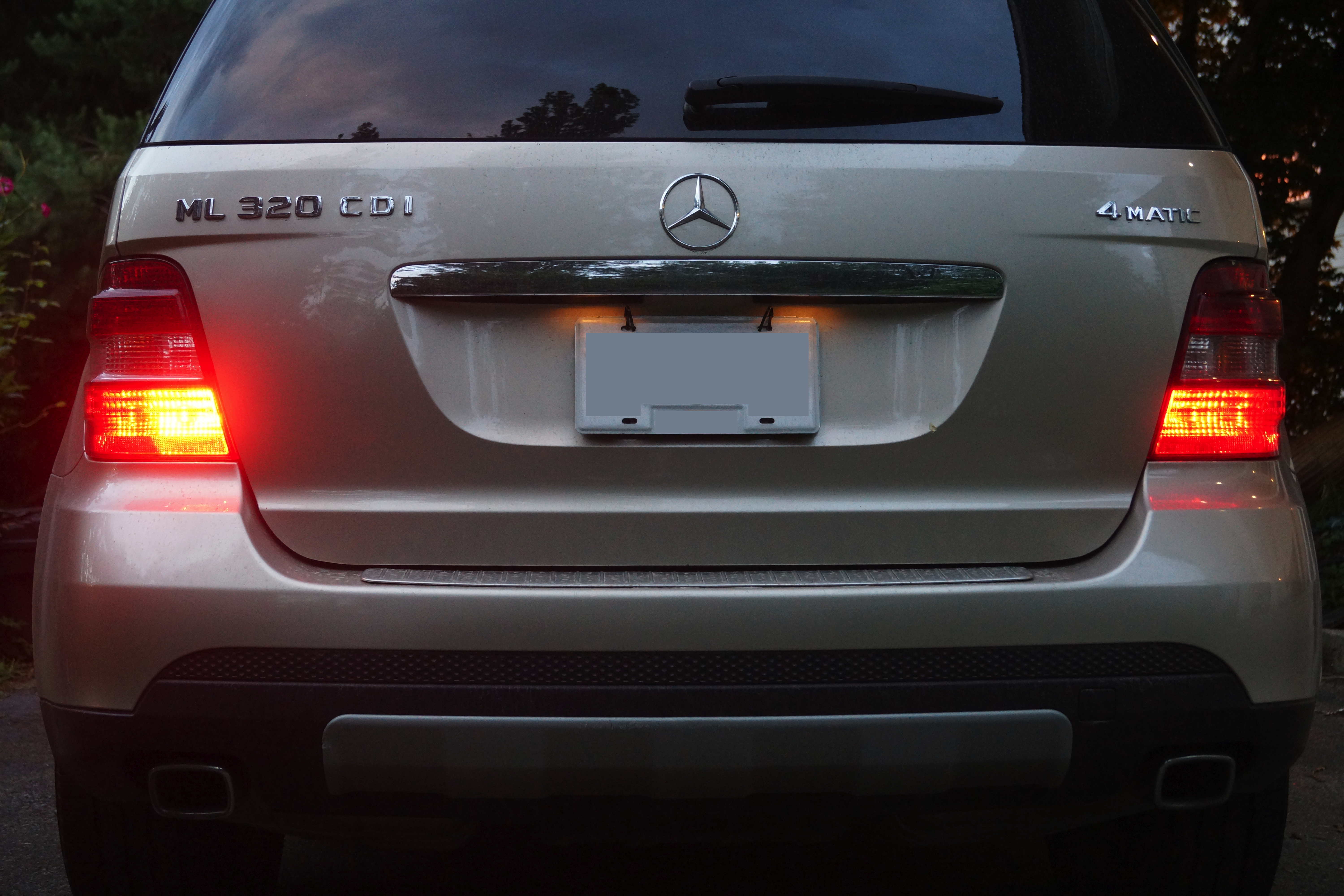
اضاءة السيارة الخلفية

تعتبر مصابيح الزينون جزءاً مهماً من التجهيزات الأساسية أو الإضافية لعدد كبير من السيارات، فلمبات غاز الزينون الذي يتطلب شحنة كهربائية أولى قوية لإشعاله تفوق 20 ألف فولت لبرهة قصيرة، أثبتت تفوقها، خصوصاً لدى الذين استخدموها، ولم يعودوا مستعدين للعودة منها إلى لمبات الهالوجين العادية، وتعطي هذه المصابيح سطوعاً أقوى، واستهلاكها للطاقة أقل وعمر خدمتها أطول. وترتكز التقنية الجديدة على عدة مقومات أساسية، هي تقنية توصيل النور وتقنية الإنارة الانعطافية ونظام الإنارة المتبدلة بذكاء وتقنية فاريو إكس.

## توصيل الضوء
تقوم هذه التقنية على نقل النور من مصدر توليد النور وهو عبارة عن وحدة توليد للنور من مصباح هالوجيني أو آخر عامل بغاز الزينون إلى مخرج النور في المصباح الأمامي.
وينتقل النور داخل سلك أو أسلاك مصنوعة من الألياف البصرية ليصل إلى ثلاثة مخارج نور أو أكثر ليمر عبر عدسات خاصة ومتتابعة، من شأنها إطالة مسافة إرسال النور مع تزايد السرعة، أو تقصيرها لتوسيع دائرة الإنارة عند هبوط السرعة، أو تنعطف أيضاً مع حركة المقود.ومن أبرز فوائد هذه التقنية إخراج وحدة توليد النور من المصباح مع ما ينتج عنها من حرارة عالية، وما ينتج من تصغير حجم المصباح وتضمينه لمبات إضافية لم يعد حاجة إلى تركيبها في أقسام منفصلة ضمن وحدة المصباح الكبرى بهدف حمايتها من الحرارة العالية الناشئة عن اللمبة الأساسية، وكذلك يمكن سحب النور من مصدر واحد أي مصباح واحد، عبر عدة أسلاك من الألياف البصرية إلى مخارج نور مختلفة لكل منها مهمتها، مثل النور العادي أو الخفيف أو العالي، عوضاً عن لمبات عدة كما هي الحال الآن.
ويضاف إلى قائمة الفوائد توسيع هامش حرية مصممي السيارات بتصغير الحجم المطلوب للمصباحين الأماميين.

## الإنارة الانعطافية
تعتمد التقنية الجديدة على تحريك عدسات خاصة أمام مخرج النور، لتوجيهه مع وجهة الانعطاف مع ثبات المصباح ككل ودون أي حركة له. وظهرت هذه التقنية في السيارات الثمينة أولاً قبل بدء انتشارها تدريجياً في الموديلات الأخرى. ولن تشكل هذه التقنية إلا مرحلة بسيطة في الطريق إلى نظام الإنارة المتبدلة بذكاء «فاريليس» الأكثر فاعلية وفائدة في تعدد مهماته، ليس في توجيه الإنارة مع المنعطف فحسب، بل في تبديل قطر الإنارة ومسافتها وشكلها، حسب الضرورة.

## الإنارة المتبدلة بذكاء
من المتوقع أن تحل القفزة النوعية الكبرى في تقنيات الإنارة في عام 2005 مع نظام الإنارة المتبدلة بذكاء «فاريليس» والذي يمكن تضمينه تقنية توصيل النور بواسطة ألياف بصرية بين مصدر النور وبين مخرجه ويشكل هذا النظام خطوة تطويرية أخرى لمصابيح الكزينون المزدوجة والمعروفة في بعض موديلات أودي وبورشه ومرسيدس بنز وغيرها، فعوضاً عن لمبة زينون للإنارة العادية ولمبة أخرى للإنارة العالية، يكتفي مصباح زينون المزدوج بلمبة زينون واحدة، مع عاكس يتحرك فورياً لتركيز النور على الطريق أو لإطلاق النور العالي.
ويستطيع نظام الإنارة المتبدلة بذكاء أن يمنح خمس وجهات إنارة مختلفة حسب الحاجة، مثل توسيع قطر الإنارة وتقصير المدى لكشف زاوية أوسع في اتجاه الأرصفة والشوارع المحاذية، أو تضييق قطر الإنارة بتحريك عدسات الإنارة في المصباح لإطالة مداه على الطريق السريع، أو لتغيير تركيز النور بين الجانبين الأيمن والأيسر من الطريق.

## تقنية فاريو إكس
وهي إحدى التقنيات التي يمكن أن تقترحها شركة هيلا الألمانية المخصصة في هذا المجال، وهي تعتمد حاجزاًَ متحركاً بين مخرج النور أو اللمبة، وبين العدسة الموجهة للنور. ويتحرك هذا الحاجز بأسطوانة دوارة تتضمن جوانب بأشكال مختلفة، ليتبدل شكل الإنارة تبعاً لحركة الأسطوانة الخاضعة لنظام إلكتروني.من هنا يمكن تصور ربط نظام الإنارة أكثر بالشبكة الإلكترونية في السيارة ككل، لتحدد طبيعة الإنارة الملائمة وفقاً للمعلومات المستقاة من أجهزة رصد وضعية المقود وسرعة السيارة والطقس «مطر أو ضباب أو انعكاسات قوية على الثلج» والإنارة المحيطة بالسيارة ووجود إنارة مقابلة أو غيابها، وحتى معلومات نظام الملاحة الإلكترونية لتوجيه قسم من النور في اتجاه منعطف معتم قد لا يلاحظه السائق بسبب التعب أو الإرهاق، إضافة إلى تشغيل المصابيح أوتوماتيكياً عند غروب الشمس.

## تشخيص وإصلاح إنارة السيارة
العديد من السيارات الحديثة مجهزة بمصابيح يمكن الوصول لها بسهولة عن طريق فك وسحب المصباح مع مقبس الماسك للمصباح عن طريق تدوير الحلقة الخارجية حول مجموعة المصباح وسحب المقبس مع المصباح, هناك نوع آخر من تراكيب الإنارة يتوجب فيها إزالة العدسة مجموعة الضوء وهنا من الأفضل الرجوع إلى دليل المستخدم وقد تحتاج فيها إلى مفك ذو رأس مخصوص.
1. أزل المصباح القديم وأدخل المصباح الجديد، مع الانتباه بأن لا يلمس زجاج المصباح باليد العارية مباشرة لأن الزيوت الموجودة على الجلد يمكن أن تسبب بتلف وفشل المصباح.

بعد تركيب المصباح في المقبس وهو ممسوك بمحرمة كلينكس نظيفة يعاد إدخال المقبس إلى مكانه ويسكن بصورة صحيحة ويثبت، ثم يشغل المصباح بإدارة مفتاح الإنارة (من داخل السيارة) إلى وضع التشغيل، فإذا أضاء المصباح، فهذا هو المطلوب وبعكسه إذا لم ينور المصباح ينتقل للخطوة 2.
1. أطفأ مفتاح تشغيل المصباح وأزل المصباح ثانية، نظف المقبس بواسطة منظف الاتصال الكهربائي Contact Cleaner (وهو متوفر عادة في الأسواق لدى مخازن الكهربائيات والالكترونيات).

إذا وجد تآكلا في المقبس وفي نقاط التوصيل تقشط بواسطة رأس مفك صغير أو بواسطة فرشاة معدنية, ثم ينتقل للخطوة 3.
1. أختبر وجود القوة الكهربائية في المقبس، أفتح (شغل) مفتاح الإنارة، ثم ألمس أو ثبت الفاحص على برغي نظيف على جسم السيارة, تقصى التوصيلات للرؤية فيما إذا يضاء الفاحص. فإذا وجد تصدأ أو تراكمات و أوساخ على نقاط الاتصال تنظف و يخدش سطح التوصيل (بحكه)، ولكن بحذر بحيث أن لا تنحني نقاط الاتصال أو تحرف عن مكانها وتتلف.

الفاحص الآن يجب أن يضاء على اثنان من ثلاثة نقاط اتصال (لأن واحد منها هو أرضي, متصل بجسم السيارة).
فإذا اثنان منهما أضاء، الآن يدخل المصباح، فإذا المصباح ما زال لا يعمل، يستبدل المقبس.
لو توصيل واحد أو التوصيلتان شوفتا قوة، ينتقل إلى الخطوة 4.
1. أدفع رأس الفاحص خلال عازل السلك وراء المقبس للاتصال بالسلك.

الفاحص يجب أن يضيء على أثنين من الأسلاك الثلاثة (السلك الأرضي لا يضيء).
إذا أضيئ على سلكيين، فتوزيع الأسلاك جيد.
أذن يستبدل المقبس ببساطة.

## وصلات خارجية
- Turn signal patent, issued 1909
- "Car Lights Flash Warning Signals"—1951 article on first hazard flashers